# SN 2005dw
SN 2005dw – supernowa typu II odkryta 30 sierpnia 2005 roku w galaktyce M-05-52-49. W momencie odkrycia miała maksymalną jasność 16,70m.